# Reggianito
A reggianito (kiejtése lehet reddzsanito és rehjanito is) egy argentin sajttípus. Tehéntejből készül (ez lehet pasztőrözött és nem pasztőrözött egyaránt), állaga szemcsés, kemény, színe szalmasárga vagy sárgásfehér, aromája intenzív, sós ízű. Hasonlít hozzá, de még erősebb ízű a szintén argentin sardo sajt.
Argentínába az idők során rengeteg olasz bevándorló érkezett, akik között sokaknak hiányzott az otthoni konyhaművészet, például a parmezán sajt. A reggianito úgy született meg, hogy ezek az olaszok megpróbáltak valami parmezánhoz hasonló sajtot készíteni. Neve is innen származik, ugyanis a parmezán teljes olasz neve parmigiano reggiano: ennek második szavát spanyolosan becézve keletkezett a reggianito szó. A becézésben az is közrejátszik, hogy az eredeti parmezánnal ellentétben ezt jóval kisebb, általában 6,8 kg-os korongokban gyártják. Bár 5–6 hónapos érlelési ideje is rövidebb, mint a parmezáné, a többi dél-amerikai keménysajténál még ez is hosszabbnak számít.
Amellett, hogy viszonylag alacsony ára miatt Argentínában ezt a sajtot fogyasztják legtöbben, mára az egyik legnagyobb mennyiségben exportált argentin sajttá is vált, legnagyobb piacai Brazília és az USA. Számos „nyugati” országban ismerik, az USA-ban parmezánnak is nevezik. Mivel kemény sajtról van szó, reszeléshez kiváló, sőt, gyakran reszelve is árusítják. Főként tésztákhoz és levesekhez használják.

## Összetétele
A sajt egy adagnak számító 8 grammjának energiatartalma 38 kcal, benne a következő összetevők találhatók:
- Szénhidrát: 0 g
- Fehérje: 3 g
- Zsír: 2 g, ebből telített 1 g, transzzsír 0 g
- Rost: 0 g
- Nátrium: 112 mg
- Kalcium: 104 mg